# Edenlandia
Edenlandia es un parque temático situado en Nápoles, Italia. Fue el primero parque de atracciones en abrir en Italia y es, hasta ahora, el único food and leisure park de ese país.

## Historia

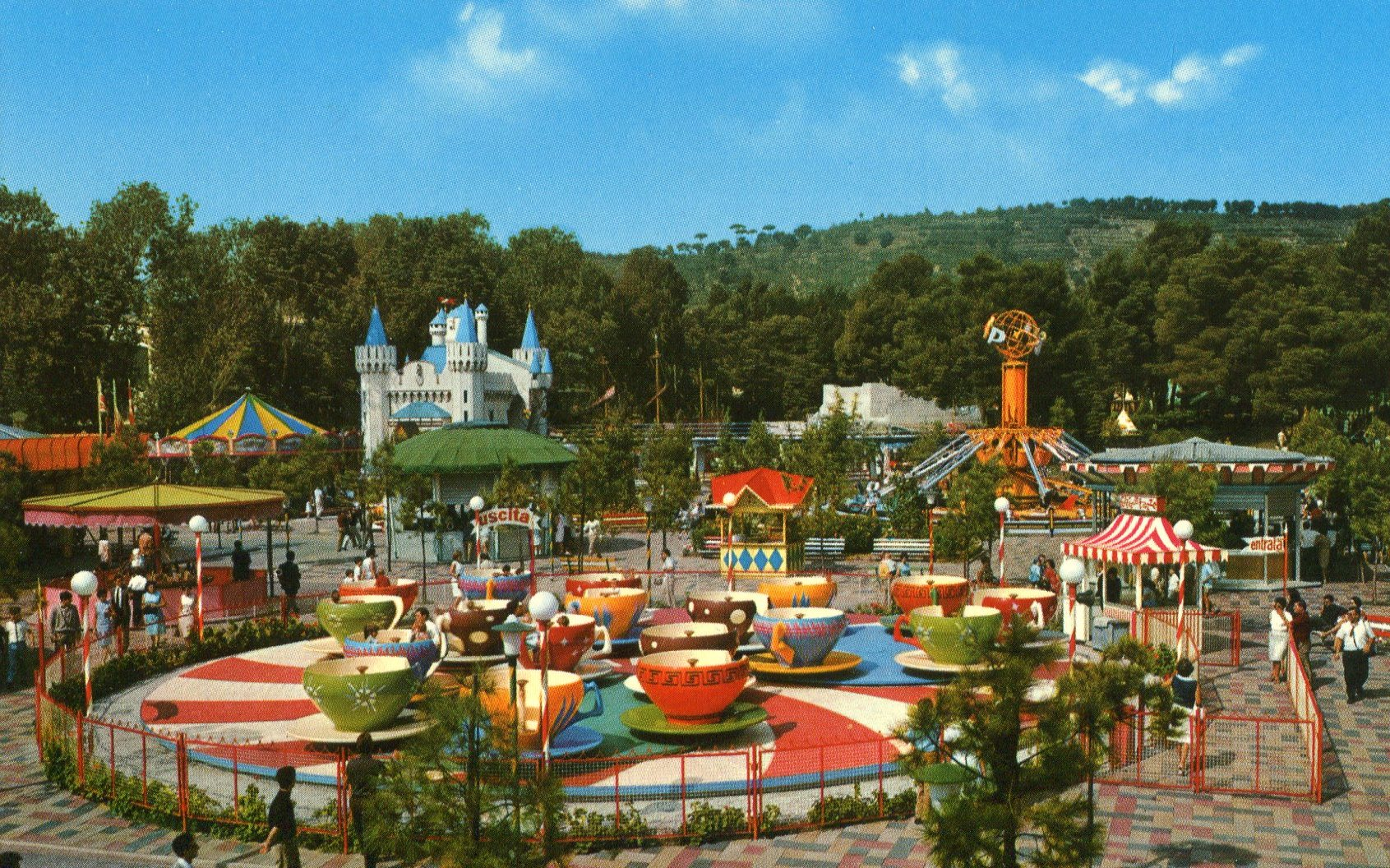
Vista de Edenlandia en 1965.

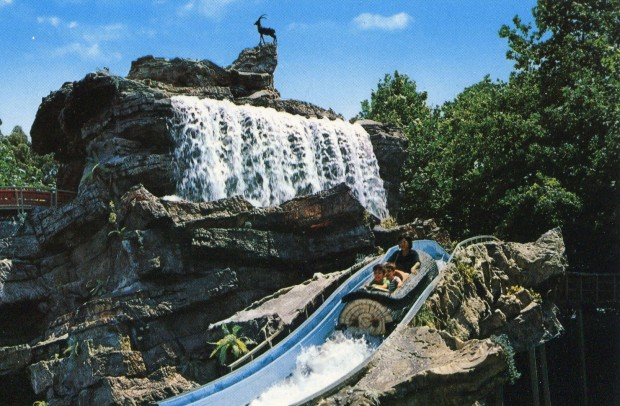
La histórica atracción de los troncos.

El proyecto del recinto ferial Mostra d'Oltremare, ubicado en el barrio de Fuorigrotta, incluía la construcción de un parque de atracciones. Las obras empezaron en 1937, pero se interrumpieron al estallar de la Segunda Guerra Mundial y fueron abandonadas, ya que la Mostra d'Oltremare antes fue dañada por los bombardeos de los Aliados y luego fue utilizada como campamento militar.
El 19 de junio de 1965, gracias al empresario Oreste Rossotto y a los proyectos de Cesare Rosa, finalmente se inauguró Edenlandia, el primer parque de atracciones italiano. En los años 1970, el parque se convirtió en una atracción turística de nivel nacional e internacional. Sin embargo, en 1975 se estrenó Gardaland, en Véneto, que gracias a sus 500.000 m² de atracciones sobrepasó la fama de Edenlandia (que cubre un área de ca. 40.000 m²). Eso provocó una disminución gradual de los visitantes durante los años 1980, 1990 y sobre todo 2000. En 2003, la sociedad Park&Leisure tomó la gestión de Edenlandia, del Zoológico de Nápoles y del antiguo Canódromo Domitiano. En 2010, se añadieron nuevas atracciones.
El 13 de octubre de 2011, la Mostra d'Oltremare, propietaria del terreno, solicitó la quiebra a la sociedad Park&Leisure por sus deudas que equivalían a 13 millones de euros. El 21 de noviembre siguiente, el Tribunal ordenó que las actividades del parque prosiguieran hasta el 31 de mayo de 2012. El 25 de enero de 2013, la sociedad Brain's Park/Clair Leisure ganó la convocatoria internacional de la Mostra d'Oltremare y el parque fue cerrado para permitir el inicio de las obras el 31 de enero. Sin embargo, el 23 de marzo el inversor renunció debido a unas estructuras abusivas en el parque y los empleados fueron puestos en desempleo técnico. En octubre de 2014, el empresario Mario Schiano tomó la gestión del parque; sin embargo, por problemas burocráticos no logró abrirlo para mayo de 2015.
El 13 de octubre de 2015, un grupo de empresarios locales, socios de la New Edenlandia S.p.A., adquirió Edenlandia junto al Canódromo, empezando las obras de restauración y modernización en diciembre de 2015. El 24 de agosto de 2017, la GCR Outsider Holding del Grupo Vorzillo adquirió el control de New Edenlandia S.p.A. con una inversión de 8 millones de euros. Finalmente, el 25 de julio de 2018, se celebró la ceremonia inaugural del parque después de la restauración, abriéndolo al público. El 22 de agosto de 2019, se autorizó también el uso de las atracciones históricas.
El 21 de septiembre de 2019, se presentaron las mascotas de Edenlandia, el puerquito Eddy y la hipopótama Elly.

## Atracciones

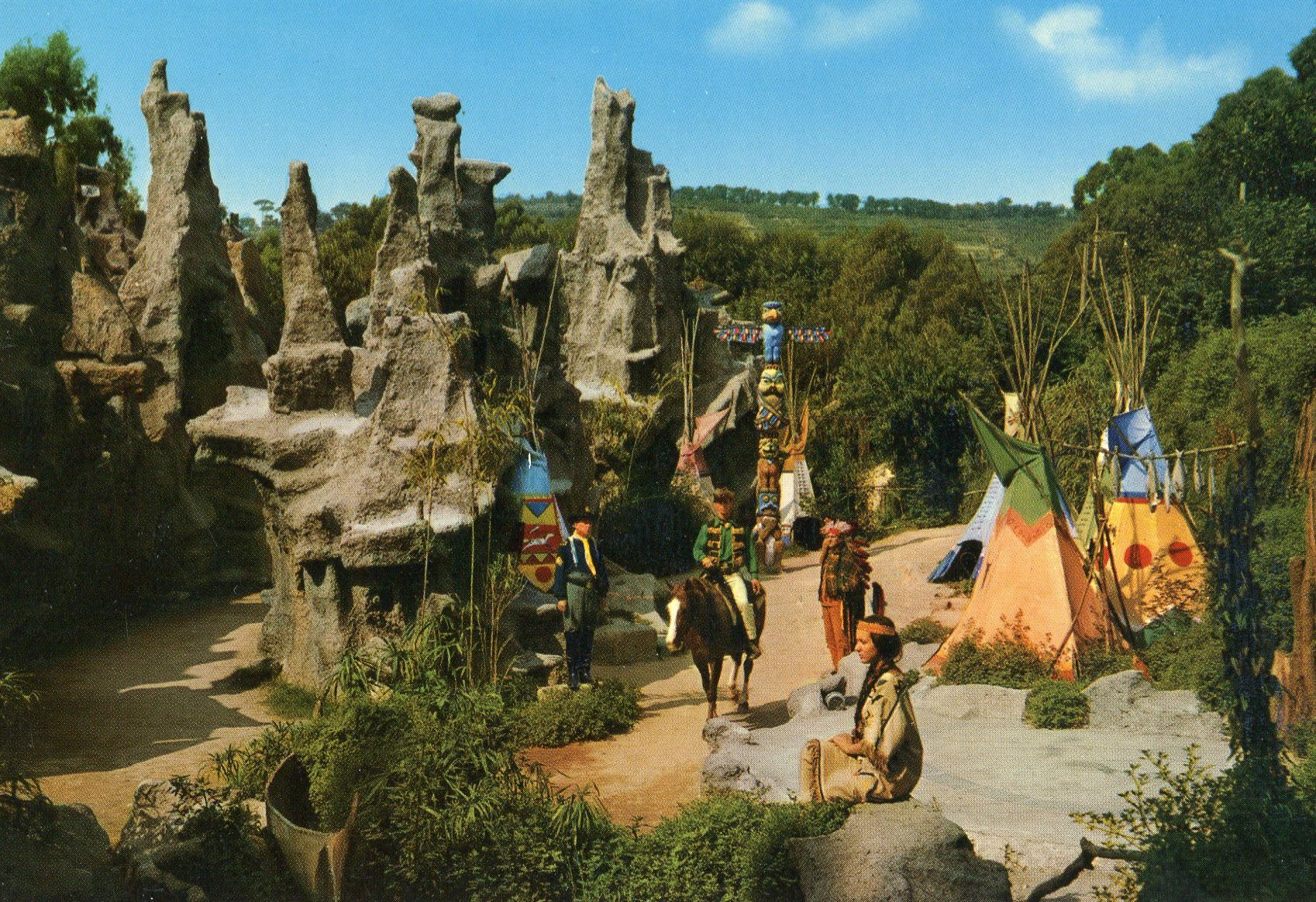
La Vecchia America (La Vieja América).

El parque se divide en las siguientes zonas temáticas:
- Kiddy
- China Town
- Pirati
- West
- Medieval
- Sky Fly.[16]

Hay un total de 28 atracciones, de las cuales 9 históricas, y varios espectáculos. El Teatro PalaEden, con capacidad para 600 asientos, ofrece musicales y espectáculos de diferentes géneros. En el parque también se encuentra un kartódromo.
Los 15 food points presentes en Edenlandia lo convierten en un food and leisure park, siendo el primero y único en Italia.

## Ubicación y transporte
Edenlandia se encuentra en Via J.F. Kennedy n° 76, en el barrio de Fuorigrotta, cerca de la Mostra d'Oltremare, el PalaBarbuto y la Piscina Felice Scandone, y no lejos del Estadio San Paolo. El parque está bien comunicado gracias a varias líneas de autobús, la estación Zoo-Edenlandia del ferrocarril Cumana y la estación Napoli Campi Flegrei de FS.